# 時間地理学
時間地理学（じかんちりがく、英語: time geography）は、生活行動を空間と時間の広がりにおける軌跡として描き出し、その分析を通して、社会生活を個人や社会を取り巻く環境から論じるアプローチのことである。「人間は絶えず動き回るため地図による表現は不正確であり、時空間座標で表現されるのが望ましい」という考えのもと生み出された手法で、行動地理学の一分野と見なすこともできる。スウェーデンの地理学者、トルステン・ヘーゲルストランドとルント大学の同僚により1960年代～70年代に提唱され、その理論的枠組みは地理学を始め、社会学や交通工学、都市計画の分野にも広く応用されている。

## 基本的な考え方

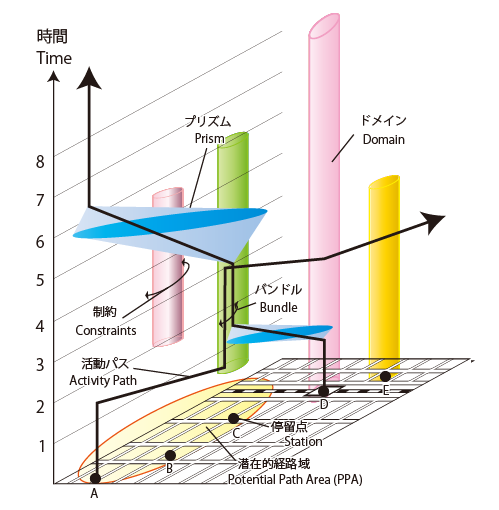
図1 時間地理学の諸概念

時間地理学では、人々の行動を、空間上における動きを表示する空間軸と、時間上における動きを表示する時間軸のなかの軌跡、すなわち活動パス（activity path、時空間経路とも）として記述する。活動パスの傾きは移動速度を表し、一定の場所に留まって活動を行うと、時間軸に平行な軌跡が描かれる。パスの持つ時間スケールが1日であれば日パス（daily path）、1週間なら週パス（weekly path）、1生涯なら生涯パス（life path）と呼ぶ。時間地理学において、個人の生活は仕事、買い物、余暇といった断片化された活動としてではなく、一連のつながりとして理解される。個人ひとりの活動につき1本のパスが引かれるため、集団、たとえば家族の活動パスを1枚の図で表そうとすれば、家族の人数だけパスが引かれることになる。よって、時空間上には諸個人のパスが網の目のように錯綜した状態で表現される。
生産活動にせよ、消費活動にせよ、人々はつねに何らかの企図のもとに行動する。個人が特定の活動を行う場所のことを停留点（station）という。停留点のスケールは様々であり、たとえば生涯パスでは各都市、日パスでは都市内部の各場所が停留点に設定される。複数人の活動パスが、ひとつの停留点に集中して束のようになっている状態をカップリング（coupling）、束そのもののことをバンドル（bundle）と呼ぶ。人々はおのおのの企図を遂行するためにバンドルを形成し、これを組み合わせることによって一連のパスを作り上げている。
人間にはさまざまな生理的限界があるゆえ、バンドルを無制限に形成することは出来ない。活動パスの形状を制限する諸要因のことを制約（constraints）と呼ぶ。たとえば、人間は睡眠や食事といった生理的に必要不可欠なものや、地点間の移動といったことに一定の時間を割く必要がある。こうした制約のことを能力の制約（capability constraints）という。さらに、人間には自分を分割することが出来ないため、職場や学校など、特定の場所で一定時間、他人や特定の道具・物などと結びつかなければならない。これを結合の制約（coupling constraints）という。また、バンドルには社会的に成立する規則・慣習によって、アクセス資格に特定の制限があったり、たとえ個人の到達可能な活動場所であったとしても自由な活動が制限されることがある。これを権威の制約（coupling constraints、管理の制約とも）という。
その結果、潜在的にバンドルを選択可能な時空間の範囲は限定される。もろもろの制約の上に成り立つ、個人の自由に活動できる時間における到達可能な時空間範囲のことをプリズム（prism、時空間プリズムとも）という。プリズムの大きさは各人の利用できる移動手段や結合の制約に依存する。たとえば同じ時間が与えられた場合、徒歩しか移動手段がない人と自動車で移動できる人を比べれば、後者の方がプリズムは大きくなる。プリズムを空間上に投影し、限られた時間における個人の到達可能な範囲をあらわしたものを潜在経路域という。また、特定の個人や集団の管理の下に置かれている時空間の範囲のことをドメイン（domain、管理領域とも）という。ドメインの例として、スーパーマーケットの営業時間や保育所の保育時間などが挙げられる。

### 具体例
日本のα県β市に住む高校生Xさんのある日の放課後の活動を用いて、時間地理学的な表現の具体例を示す。

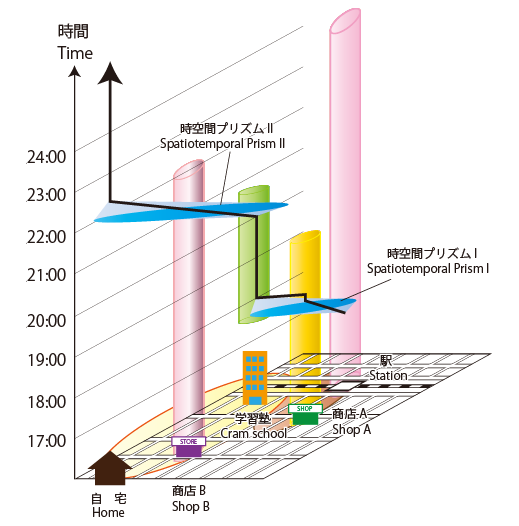
図2 日本の高校生の放課後の生活の時間地理学的表現

以上の内容を時間地理学的に図化すると、図2のようになる。上記の例の場合、Xさんが必ず立ち寄らなければならないのは駅、塾、自宅であるので、時空間プリズムは図2のように2つ描かれる。ドメインは駅ならば列車の運行時間、塾ならば塾生への開放時間、商店ならば営業時間となる。Xさんの自宅には門限がないのでドメインは描かれないが、もし門限が設けられれば、ドメインが描かれることになる。
駅に到着した18時から塾の授業が始まる19時までの間、Xさんは自由に行動でき、商店Aと商店Bはこの間どちらも営業している。しかし駅から塾に向かう途中に商店Bはないので、Xさんは商店Aしか利用できない。時間地理学的に言い換えれば、「商店Bのドメインは時空間プリズムIと重ならず、商店Aのドメインは時空間プリズムIと重なるため、Xさんは商店Aを利用できるが、商店Bは利用できない」となる。時空間プリズムはあくまでも、時空間上での到達可能範囲を図示するものであるため、たとえ時空間プリズムがドメインと重なってもXさんが商店を利用するとは限らない。その例が時空間プリズムIIと重なる商店Bである。
時間地理学的な図では、空間移動を伴わない活動は時間軸方向に伸びる直線として表される。このためXさんの帰宅後の行動などを図から読み取ることはできない。また「熱心に勉強した」などの人間の思想・感情・意図などを表現することもできない。人間の意図を反映させる概念自体は提示されているが、その扱いは難しいため、実証研究においてはしばしば省略される。

## 研究史

### 草創期
1960年代後半、スウェーデンの地理学者トルステン・ヘーゲルストランドは、人間の行動を時空間的な広がりの中で記述する方法を開発した。人間と時間消費に関する研究は、既に時間収支 (time-budget) 研究が先行していたが、時間収支が人間の心理的側面に注目したのに対し、時間地理学はパスの時空間配分に注目した点が異なる。ヘーゲルストランドは具体的な自身の日常生活において直面する問題を解決するために時間地理学を創始したのである。これはケヴィン・リンチの『都市のイメージ』に相通じる。しかし、1963年に発表した人口移動に関する論文の冒頭には、時間地理学の概念の基礎となる考え方が述べられている。
ヘーゲルストランドはまず、学問としての枠組みを提示し、その後複数の地理学者によって実証的な研究が積み重ねられた。ただしヘーゲルストランド自身は実証的な研究方法の手順を示していない。PESASP（Programme Evaluating the Set of Alternative Sample Paths、オルタナティブなサンプルパスのセットの評価プログラム）と呼ばれるコンピュータシミュレーションは、時間地理学を取り入れた最初期の実証研究であり、「能力の制約」のみに立脚したものであるものの、ヘーゲルストランドが当初思い描いていた枠組みに合致するものであった。

### 発達期
1970年代になると、ヘーゲルストランドは「能力の制約」の実証研究に限界を感じ、「カップリング」の研究を重視し始めた。1977年には雑誌Economic Geography53巻2号で時間地理学の特集が組まれ、モルテンソン（S. Mårtensson）の子どもの発達と社会（コミュニティ）の影響を検討した論文などが掲載された。同誌では、アラン・プレッドは応用が検討されている分野として、景観・イノベーションの拡散・人口移動と都市発展・政治地理学の4つを指摘し、応用可能性がある分野として、キーパーソンの生涯パスに注目した学界史研究、歴史の時間地理学的な再解釈、「疎外」の研究、家族の形態・役割の変化を挙げた。1970年代の研究の大きな潮流を櫛谷圭二は、都市・地域計画の立案のテクニックとそれを援用した生活条件の分析、人間と自然的・社会的環境との関係の考察、社会史理解への糸口の3つであるとした。1980年代には、スウェーデンのルンド学派による研究が少なくなった一方で、欧米において研究が盛んになった。研究の方向は更に分裂が進み、各研究者が自身の立場から独自の文脈で時間地理学を利用するようになった。その結果、時間地理学の特徴的な表記法である3次元的な図はあまり描かれなくなった。
日本においては、時間地理学の概念が成立してからおよそ20年がたった1989年になっても、なじみの深い分野ではなかった。そこで荒井良雄を中心とする時間地理学研究会は、1989年にヘーゲルストランドを始めとした欧米の時間地理学的研究論文8本を集めて日本語訳した『生活の空間 都市の時間』を刊行した。これ以前にも1976年に石水照雄が『計量地理学概説』の中で、1985年に杉浦芳夫が『最近の地理学』の中でそれぞれ時間地理学の概念を紹介しており、同じく1985年には櫛谷圭二が世界的な時間地理学の研究動向を雑誌『人文地理』で報告している。

### 変革期
情報技術（IT）の普及によって時間地理学が問題にしてきた「制約」は緩和され、サイバースペースの概念を取り込んだ新しい枠組みの必要性が生じてきた。したがって、ヘーゲルストランドが考案した活動パスやプリズムを超える概念が必要となり、CADを用いた情報のやり取りを含む3次元模式図、3次元地理情報システム（GIS）を利用したスケールの異なる地図を組み込んだ活動パスの描画が提案されている。

## 時間地理学に対する評価
ヘーゲルストランドを中心とするルンド学派が創始した時間地理学は、アラン・プレッドやナイジェル・スリフトらが1970年代後半から1980年代初頭に論評や展望を行っている。行動論的な研究が買い物、通勤などの行動を別々に扱うのに対し、時間地理学では連続的に捉えている点が評価されている。時間地理学が「制約」を重視することから、地域の不可能性が浮き彫りとなり、環境改善を目的として行われる都市計画や地域計画への貢献が期待できる。物理主義的な色彩が強いものの、人間のみならず他の生物や非生物をも研究主体に含めることができ、人間と環境の共存過程を検討することもできる。
1980年代になると時間地理学に対する称賛の一方で、批判的な論調も登場した。行為者の意思決定への配慮の欠如、対象地域が小さく主に個人が対象であるから一般化が困難、社会プロセスの説明が不可能の3点が批判の要点である。

## 主な研究者
- 荒井良雄[36]
- 西村雄一郎[37]
- クリストファー・ジェンセン＝バトラー（Christopher Jensen-Butler）[38]
- トルステン・ヘーゲルストランド